# Quận khô

Bản đồ chỉ các quận khô (đỏ), ướt (xanh dương), hay hỗn hợp (vàng) ở Hoa Kỳ.

Quận khô dịch thẳng từ chữ "dry county" hay quận cấm rượu là một quận ở Hoa Kỳ nơi chính quyền cấm bán tất cả các loại rượu. Một số cấm bán rượu mua mang về, một số cấm bán uống tại chỗ và một số cấm cả hai. Hàng trăm quận khô vẫn còn tồn tại khắp mọi nơi ở Hoa Kỳ, đa số ở miền Nam. Một số đơn vị hành chính nhỏ hơn cũng có như các thành phố, thị xã và khu vực địa phương (townships), cũng cấm bán rượu. Chúng được biết tới như là thành phố khô, thị xã khô hay khu vực khô.